# Land- und Stadtgericht Cöslin
Das Land- und Stadtgericht Cöslin war ein preußisches Land- und Stadtgericht mit Sitz in Cöslin.

## Geschichte
In Cöslin bestanden das Stadtgericht Cöslin sowie das Justizamt Cöslin, welches in Personalunion mit den Justizämtern Casimirsburg, Cörlin, Colberg und Belgardt verwaltet wurde. In Zanow bestand das Stadtgericht Zanow.
Das Land- und Stadtgericht Cöslin entstand in den 1820er Jahren aus den genannten Gerichten. Es war dem Oberlandesgericht Cöslin zugeordnet und hatte auch seinen Sitz im Gebäude des Oberlandesgerichts Cöslin. Sein Sprengel umfasste die Stadt Cöslin mit 6959 Einwohnern (1838), die Stadt Zanow mit 1252 Einwohnern sowie 47 Ortschaften mit zusammen 7225 Einwohnern. Damit umfasste der Sprengel 15.436 Gerichtseingesessene. Am Gericht waren ein Direktor, zwei Assessoren und sechs nicht-richterliche Mitarbeiter beschäftigt. Das Land- und Stadtgericht Hilchenbach war ein Gericht 1. Klasse, da ab drei Richtern eine Spruchkammer gebildet werden konnte.
Nach der Märzrevolution wurden in Preußen die Patrimonialgerichte abgeschafft und einheitlich Kreisgerichte geschaffen. Das Land- und Stadtgericht Cöslin wurde 1849 aufgehoben und das Kreisgericht Cöslin im Bezirk des Appellationsgerichts Cöslin gebildet.